# Taurocholsäure
Taurocholsäure ist eine chemische Verbindung aus der Gruppe der Gallensäuren. Sie ist ein Aminosäurekonjugat der Cholsäure mit Taurin. Ihre Salze heißen Taurocholate. In Form des Natriumsalzes ist sie Hauptbestandteil der Galle fleischfressender Tiere und an der Fettverdauung beteiligt.
Taurocholsäure wurde 1838 von dem französischen Chemiker Demarçay beschrieben, die Darstellung erfolgte 1904 durch den schwedischen Biochemiker Hammarsten. Diese Darstellung wurde durch eine 1906 veröffentlichte Synthese bestätigt. Ein weiterer Syntheseweg, bei dem das Natriumtaurocholat entsteht, wurde 1937 publiziert.
Taurocholsäure ist leicht löslich in Wasser, löslich in Ethanol und nahezu unlöslich in Diethylether.
Das Natriumsalz und Hydrat der Taurocholsäure ist Hauptbestandteil der Galle fleischfressender Tiere und an der Fettverdauung beteiligt. In der Industrie wird Natriumtaurocholat-Hydrat als natürliches Tensid zur Lösung von Proteinen und bei der Herstellung von Verdauungsenzymen als Emulgator verwendet.